# Dirofilaria immitis
Dirofilaria immitis, còn gọi là bệnh giun chỉ hoặc giun chỉ ở chó, là giun tròn ký sinh lây lan từ vật chủ này sang vật chủ khác thông qua các vết cắn của muỗi. Giun chỉ là một loại giun thuộc họ Filarioidea có hình dạng bên ngoài là một loại con giun nhỏ dạng sợi, gây ra bệnh giun chỉ. Con vật bị nhiễm giun chỉ chủ yếu là chó, nhưng nó cũng có thể lây nhiễm cho mèo, chó sói, chó dạng sói ở Bắc Mỹ, chó rừng, cáo và các động vật khác, chẳng hạn như chồn, gấu, hải cẩu, sư tử biển và thậm chí, trong những trường hợp rất hiếm, cả con người. Ký sinh trùng thường được gọi là "giun chỉ"; tuy nhiên, giun chỉ trưởng thành thường sống trong hệ thống động mạch phổi (động mạch phổi), cũng như tim, và ảnh hưởng lớn đến sức khỏe của động vật là biểu hiện tổn thương các mạch và mô phổi. Thỉnh thoảng, giun trưởng thành di cư đến bên phải của tim và thậm chí là các tĩnh mạch lớn, khiến chúng nhiễm trùng nặng. Nhiễm trùng giun chỉ có thể gây ra bệnh nghiêm trọng cho vật chủ, với việc tử vong thường do hậu quả của suy tim.

## Phân bố
Mặc dù tại một thời điểm, bệnh giun chỉ bị giới hạn ở miền Nam Hoa Kỳ, bệnh giun chỉ lây lan đến gần như tất cả các địa điểm nơi mà côn trùng mang bệnh này là muỗi, được tìm thấy. Sự lây truyền của ký sinh trùng xảy ra ở tất cả các nước Mỹ (có trường hợp thậm chí đã được báo cáo ở tận vùng Alaska), và các vùng ấm hơn của Canada. Các tỷ lệ lây nhiễm cao nhất được tìm thấy trong vòng 150 dặm bờ biển từ Texas đến New Jersey, và dọc theo sông Mississippi và các nhánh chính của nó. Nó cũng đã được tìm thấy ở Nam Mỹ, Nam Âu, Đông Nam Á, Trung Đông, Úc, Hàn Quốc và Nhật Bản.